# جیمز جی. گیبسون
جیمز جی. گیبسون (انگلیسی: James J. Gibson؛ ۲۷ ژانویه ۱۹۰۴ – ۱۱ دسامبر ۱۹۷۹) یک دانشمند در زمینه روان‌شناسی آزمایشی و بینایی اهل ایالات متحده آمریکا بود.